# Quận Benton, Arkansas
Quận Benton là một quận thuộc tiểu bang Arkansas, Hoa Kỳ.
Quận này được đặt tên theo. Theo điều tra dân số của Cục điều tra dân số Hoa Kỳ năm 2000, quận có dân số 153.406 người, dân số năm 2007 ước khoảng 203.107 người. Quận lỵ đóng ở Bentonville.6

## Địa lý
Theo Cục điều tra dân số Hoa Kỳ, quận có diện tích 880 dặm vuông Anh (2.279,2 km2), trong đó có 34 dặm vuông Anh (88,1 km2) là diện tích mặt nước.

### Các xa lộ chính
- Interstate 540
- U.S. Highway 62
- U.S. Highway 71
- U.S. Highway 412
- Highway 12
- Highway 16
- Highway 43
- Highway 59
- Highway 72
- Highway 94
- Highway 102

### Quận giáp ranh
- Barry, Missouri (bắc)
- Quận Carroll (đông)
- Quận Madison (đông nam)
- Quận Washington (nam)
- Adair, Oklahoma (tây nam)
- Delaware, Oklahoma (tây)
- McDonald, Missouri (tây bắc)